# Голутвин, Игорь Анатольевич
Игорь Анатольевич Голутвин (8 августа 1934, Москва — 13 сентября 2023) — советский и российский физик, лауреат премии имени П. А. Черенкова (2014).

## Биография
В 1951 году окончил среднюю школу с золотой медалью.
В 1951 году поступил на закрытый Физико-технический факультет МГУ, который тогда же был преобразован в Московский физико-технический институт, первые три курса учился по специальности «Строение вещества», затем был отобран и переведён на специальность «Радиолокация». Ещё во время учёбы начал работу в КБ-1, где создавался комплекс противовоздушной обороны Москвы (С-25 «Беркут»), под руководством А. А. Расплетина, и занимался задачами селекции целей.
В 1956 году защитил диплом, тема которого была с грифом «Совершенно секретно».
В 1957 году с группой сотрудников КБ-1 переехал в сухумское СКБ, где познакомился Г. И. Будкером, который предложил ему заняться разработкой «безжелезного циклотрона».
В 1958 году по приглашению представителей Объединённого института ядерных исследований переехал на работу в Дубну.
В Дубне работал в Лаборатории высоких энергий, под руководством В. И. Векслера, где некоторое время занимался автоматизацией обработки фильмовой информации камерных снимков и фотоэмульсий.
Совместно с В. А. Свиридовым работал над подготовкой первых экспериментов на ускорителе У-70 в Протвино, который создавался в те годы.
Совместно с Н. Н. Говоруном (с 1966 г. — заместителем директора Лаборатории вычислительной техники и автоматизации ОИЯИ М. Г. Мещерякова) были проведены работы в области онлайн-экспериментов. Был в это время начальником Отдела новых научных разработок Лаборатории высоких энергий ОИЯИ, начал разрабатывать более современные методы исследования на основе электроники, ЭВМ, криогенной техники: создавать ядерную электронику на транзисторах, которая хорошо работала со сцинтилляционными и черенковскими счётчиками, организовал лабораторию печатного монтажа.
В 1964 году был направлен в 3-месячную командировку в ЦЕРН для изучения современных методик эксперимента.
В дальнейшем работал над совместными проектами. Последние годы жизни был штатным советником споксмена коллаборации CMS, руководителем коллаборации физиков России и стран-членов ОИЯИ в эксперименте CMS в ЦЕРНе, отвечал за модернизацию калориметрии.
Действительный член Академии инженерных наук РФ, Российской академии естественных наук.
Был женат. Его сын — Андрей Голутвин, доктор физико-математических наук, в 1980 году окончил МГУ, в 2008—2011 годах был руководителем международного эксперимента LHCb, в котором работали 750 учёных из 15 стран мира, руководитель нового beam dump эксперимента с фиксированной мишенью SHiP (Search for Hidden Particles) на ускорителе Протонный суперсинхротрон в ЦЕРН.

## Награды
- Заслуженный деятель науки Российской Федерации (2003)
- Премия имени П. А. Черенкова (совместно с А. М. Зайцевым, за 2014 год) — за выдающийся вклад в эксперименты CMS и ATLAS на Большом адронном коллайдере, результатом которых стало открытие бозона Хиггса